# Monolepta tabida
Monolepta tabida is een keversoort uit de familie bladkevers (Chrysomelidae). De wetenschappelijke naam van de soort werd in 1908 gepubliceerd door Julius Weise.